# Риджентс-парк
Риджентс парк (англ. Regent’s Park, то есть «Парк Регента») — один из главных королевских парков Лондона, разбитый в 1811 году на границе между Вестминстером (к югу) и Камденом (к северу). Назван в честь регентства принца, будущего короля Георга IV.

## Описание
Риджентс-парк в старину принадлежал к охотничьим угодьям короля Генриха VIII. С 1811 по 1825 годы здесь велись работы по созданию террасного парка по проекту специально приглашённого принцем-регентом (будущим королём Георгом IV) архитектора Джона Нэша. Архитектору также было поручено соединить парк с Вестминстером — улицей Риджент-стрит. В честь периода регентства парк получил название «Риджентс-парк». С 1838 года вход в парк был открыт для всех желающих. С 1836 по 1861 годы на территории парка действовала обсерватория Бишопа.
Риджентс-парк является популярным местом отдыха жителей и гостей Лондона. В парке можно арендовать поле для футбола и регби, а также теннисные корты. На озёрах парка живёт много водоплавающих птиц, также в парке обитают канадские серые белки и лисы. Летом работает прокат лодок. В центре парка расположен розарий. По инициативе натуралиста Филипа Генри Госсе 21 мая 1853 года в Риджентс-парке был открыт «Водный виварий» (vivarium, от лат. vivus — «живой») — по сути, первый аквариум.
Среди основных достопримечательностей парка: Лондонский зоопарк (в северо-восточной части), частная резиденция посла США (бывший особняк Барбары Хаттон), Центральная мечеть Лондона и различные здания Лондонского университета, среди которых здание Королевской академии музыки. В романах английского писателя Яна Флеминга в Риджентс-парке находится штаб-квартира британской секретной службы.